# Volební strana
Volební strana je uskupení občanů, které kandiduje ve volbách. Podle českého zákona jí mohou být registrované politické strany a politická hnutí, jejichž činnost nebyla pozastavena, a jejich koalice, nezávislí kandidáti, sdružení nezávislých kandidátů nebo sdružení politických stran nebo politických hnutí a nezávislých kandidátů.